# Astrid Lindgrens barnsjukhus

Astrid Lindgrens barnsjukhus är en del av Karolinska universitetssjukhuset och har sina lokaler i Karolinska universitetssjukhusets lokaler i Solna kommun och Huddinge. Barnsjukhuset bildades när Stockholms läns landsting år 1998 slog samman tre barnkliniker som hade sina verksamheter vid Karolinska sjukhuset i Solna, Sankt Görans sjukhus på Kungsholmen och Danderyds sjukhus. Istället för de tre enheterna skapades en ny sammanhållen enhet som fick sitt namn efter författaren Astrid Lindgren.  
Astrid Lindgrens barnsjukhus ingår numer i tema barn- och kvinnosjukvård vid Karolinska universitetssjukhuset och innefattar barnsjukvården både i Solna och Huddinge. 
Stiftelsen för Astrid Lindgrens barnsjukhus är en ideell verksamhet som enligt sina stadgar bland annat ska främja barns vård vid Astrid Lindgrens barnsjukhus. Stiftelsen verkar för att miljön inom sjukhuset, både ur materiell och mänsklig synvinkel, ska underlätta barnens sjukhusvistelse och påskynda deras tillfrisknande. Det sker bland annat genom att stiftelsen skänker utrustning och arrangerar aktiviteter på barnsjukhuset. Stiftelsen finansieras genom gåvor, insamlingar och sponsorsinsatser.
För Astrid Lindgrens barnsjukhus' konstnärliga utsmyckning har ett femtiotal konstnärer och illustratörer haft uppdraget att gestalta entréer, hisshallar, korridorer och väntrum. Även de drygt hundra vårdrummen har fått unika utsmyckningar, där en detalj (ett igenkänningsmärke) placerats utanför rummet så att patienten lättare ska hitta rätt.

## Bilder

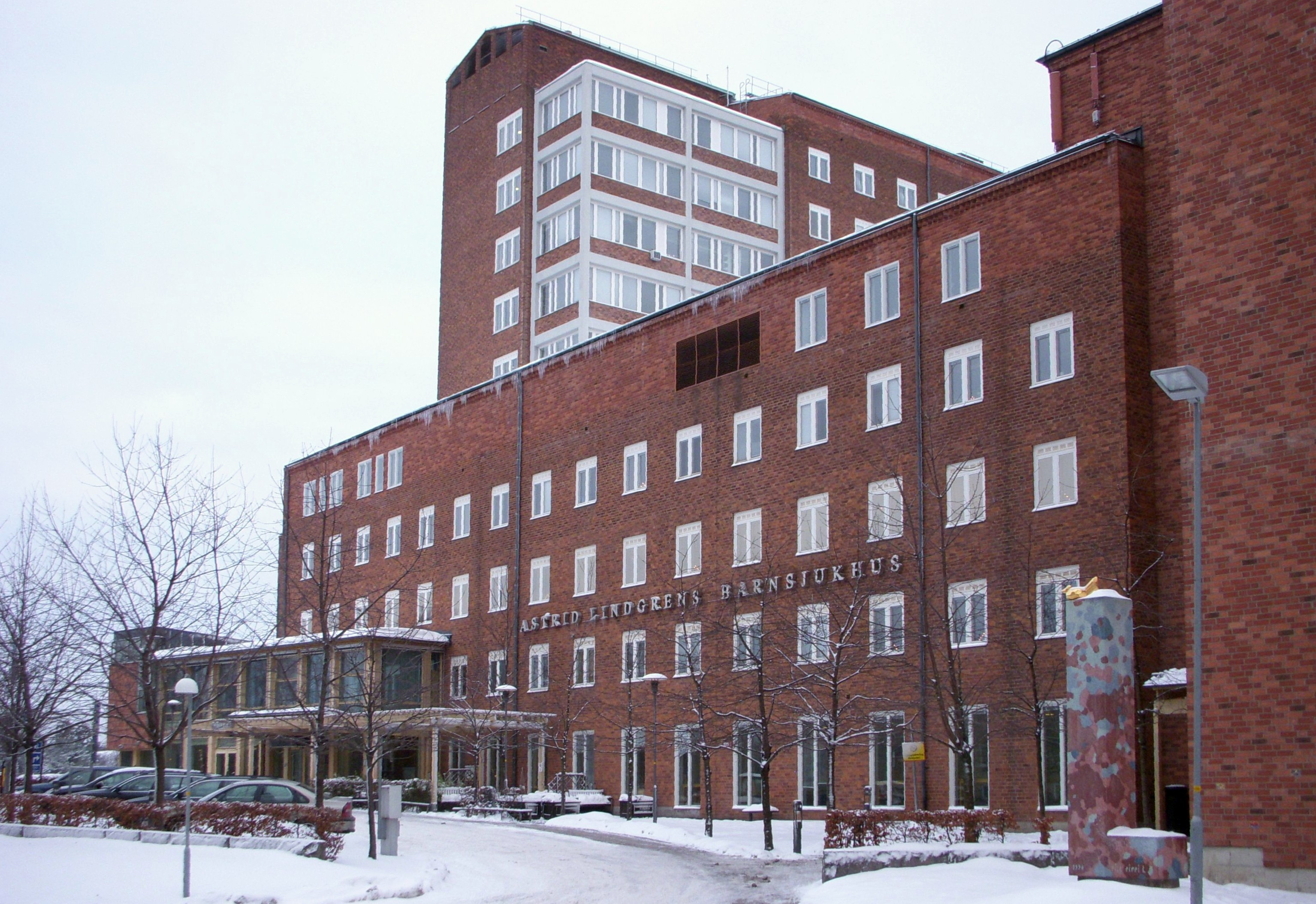
Huvudfasaden och entrén
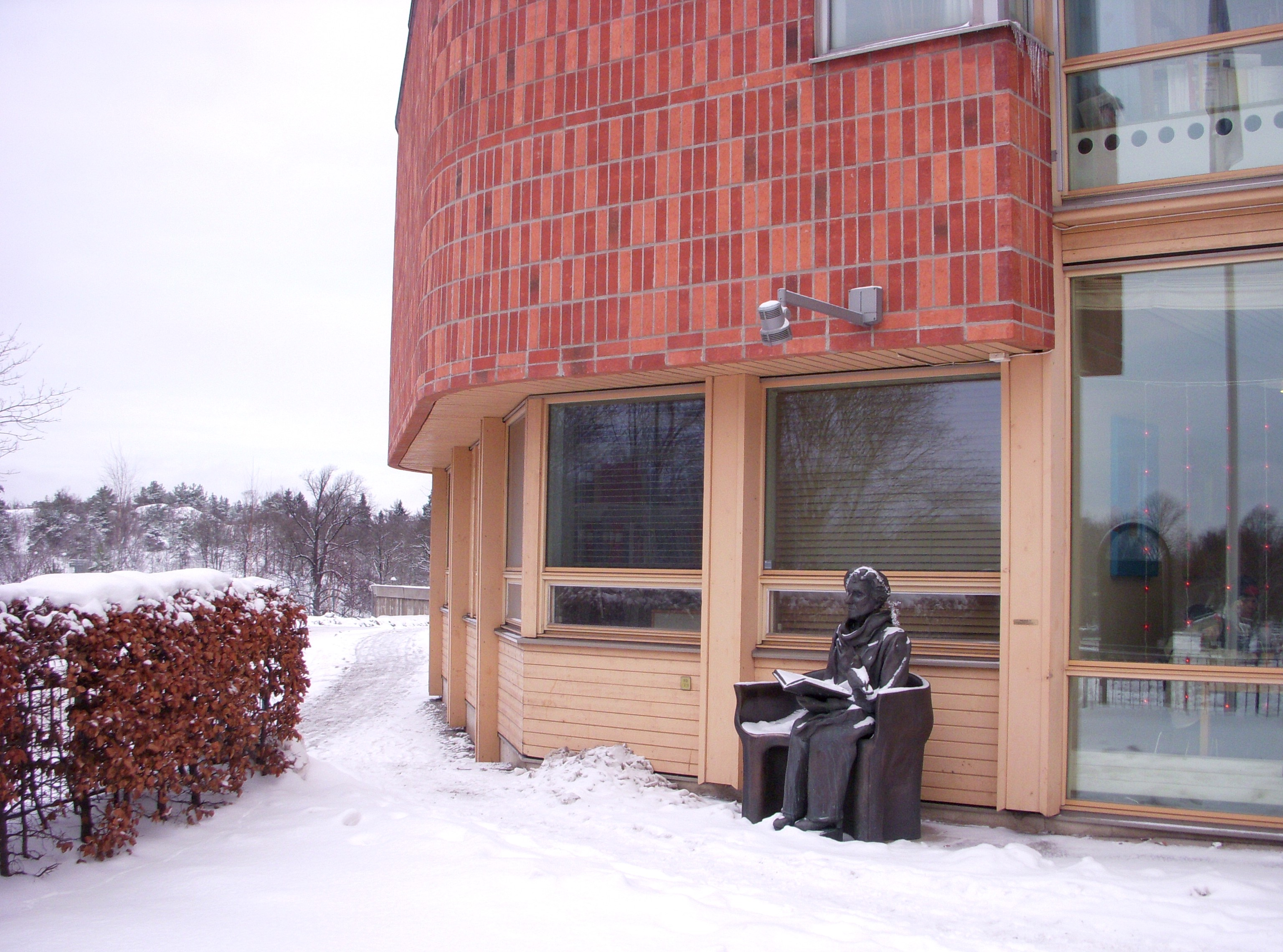
Astrid Lindgren, bronsskulptur av Hertha Hillfon
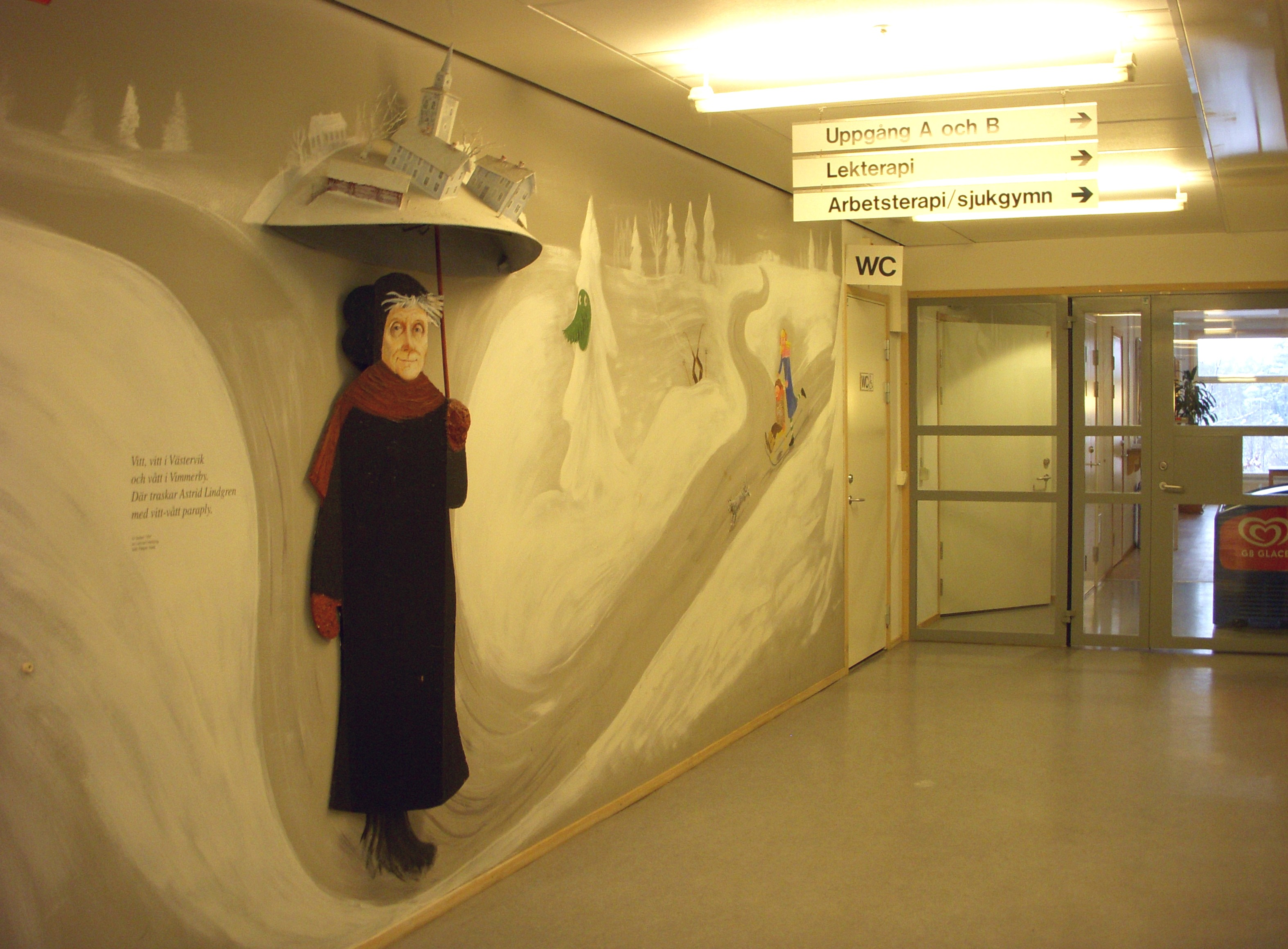
Astrid Lindgren, väggmålning
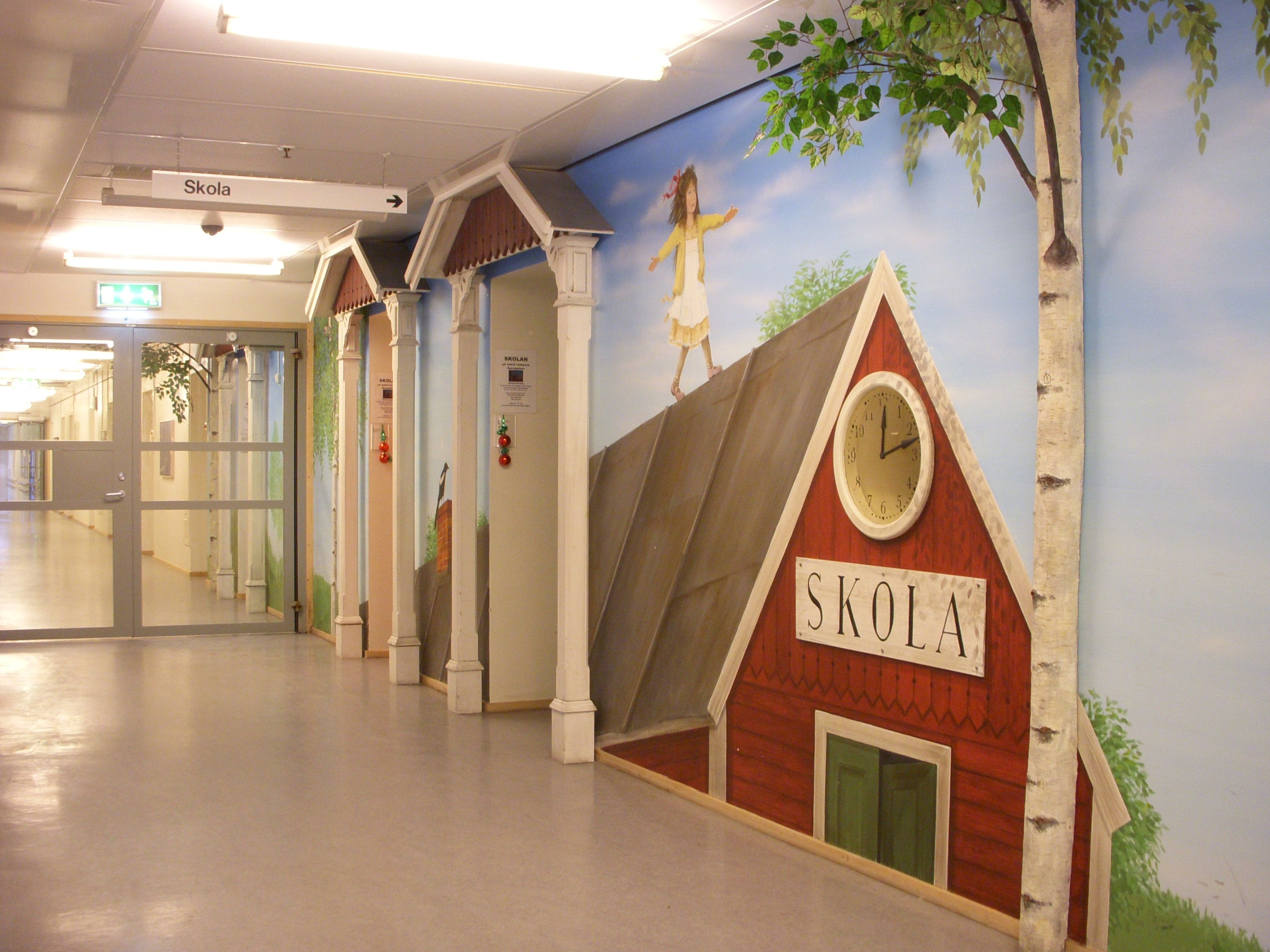
Madicken-motiv,väggmålning